# Rathaus Buenos Aires

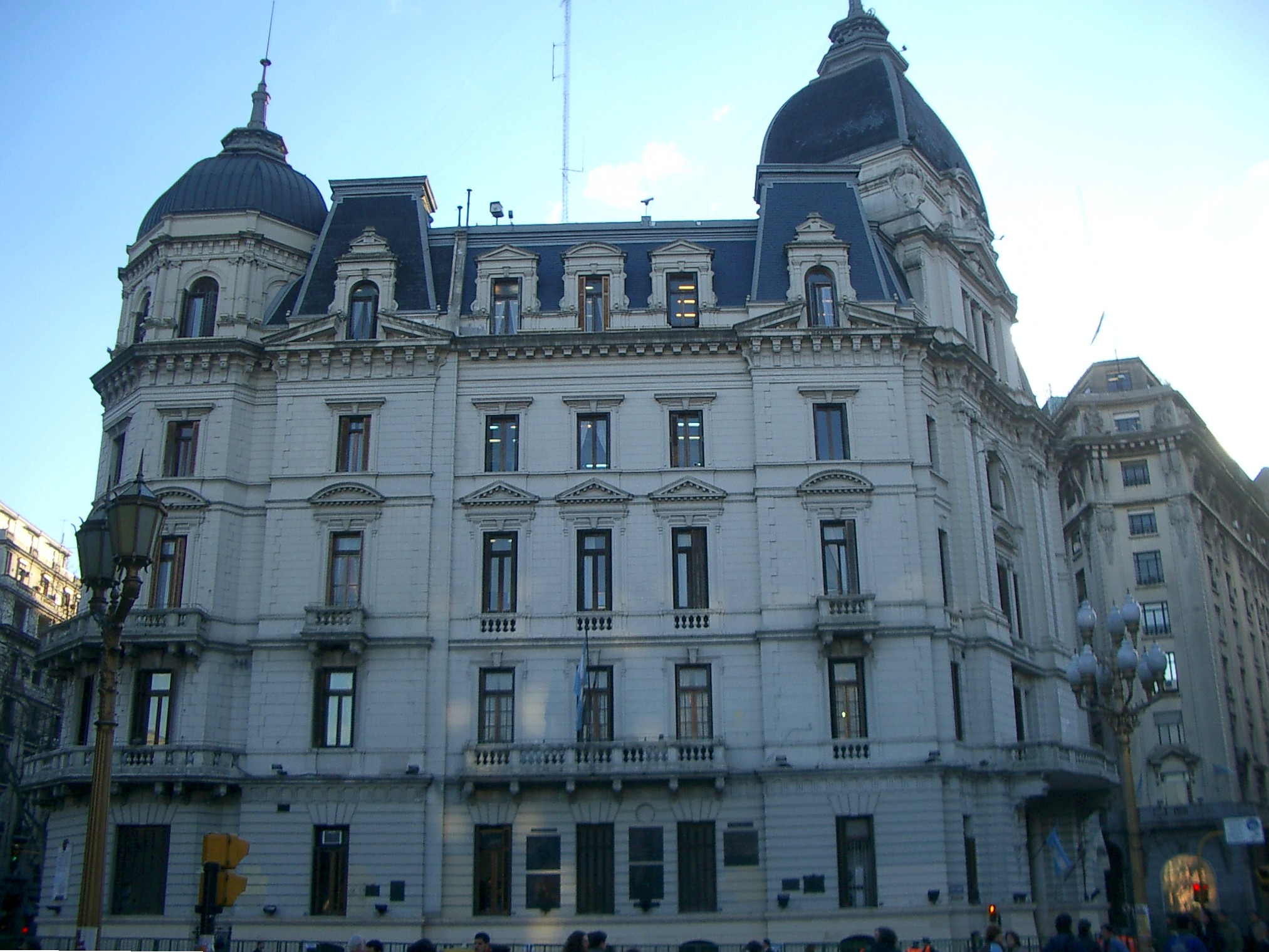
Rathaus von Buenos Aires

Das Rathaus von Buenos Aires (span.: Palacio Municipal de la Ciudad de Buenos Aires oder Palacio de la Jefatura de Gobierno de la Ciudad de Buenos Aires) ist der Sitz der Stadtverwaltung in der argentinischen Hauptstadt Buenos Aires. Es befindet sich an der Plaza de Mayo.

## Gebäude
Die Geburt eines Föderalstaates 1880 zog einen Boom im Außenhandel und eine Immigrationswelle nach sich, was auch einen Anstieg der Bevölkerung der Hauptstadt mit sich brachte. Die seit 1860 für die Kommunalverwaltung genutzten Räume auf der zweiten Etage des Polizei-Hauptquartiers reichten daher nicht mehr aus und 1890 beauftragte Bürgermeister Francisco P. Bollini den Bau eines Rathauses. 
Ein Einbruch in der wirtschaftlichen Entwicklung, heute als Panik von 1890 bekannt, hatte jedoch auch Einfluss auf die Steuereinnahmen, weshalb dann nur noch ein relativ bescheidenes Gebäude geplant wurde. Zu den Sparmaßnahmen gehörte die Berufung des Vizeministers für Öffentliche Arbeiten als Chef-Architekt und die Entscheidung für das Grundstück des mittlerweile unzeitgemäßen Polizei-Hauptquartiers. Für die Innenausstattung wurden Fliesen und Kronleuchter des benachbarten Zuberbühler-Hauses genutzt, das Platz machen sollte für den Bau der Avenida de Mayo. 
Die Grundsteinlegung erfolgte am 31. Januar 1890. Im Grundstein sind sowohl die Baugenehmigung als auch andere Erinnerungsstücke enthalten. Der Bau kostete 150.000 Pesos (29.000 Euro; Stand 8. April 2010). Die Arbeiten wurden 1892 abgeschlossen, im März 1893 wurde das Gebäude eingeweiht. Zu diesem Zeitpunkt hatte das Gebäude eine Fläche von 860 m², nur wenig mehr, als die Stadtverwaltung an ihrem alten Standort hatte. Dieses Problem wurde 1911 mit dem Erwerb des Nachbargrundstücks gelöst, wodurch eine Vergrößerung des Rathauses auf die doppelte Fläche möglich wurde. Der Anbau wurde im gleichen Stil mit französischen Elementen entworfen wie das Haupthaus und von der Firma Bonneu Ibero, Parodi & Figini ausgeführt. Die Fertigstellung erfolgt 1914. 1988 wurde eine Verbindung zur benachbarten Casa de la Cultura geschaffen.